# Вердикт народу
Вердикт народу (англ. Citizen Verdict) — американський фільм 2003 року.

## Сюжет
Телепродюссер Марті Рокман береться зробити інтерактивне реаліті-шоу під назвою «Вердикт народу». Рокман пропонує засудженій людині довести свою невинність у прямому ефірі і отримати реальне виправдання. А вердикт стратити чи помилувати винесе телеглядач, проголосувавши по телефону. У разі смертного вироку його приведуть у виконання прямо на очах анонімних суддів. Ідея може гарантувати божевільні рейтинги, от тільки що робити, якщо приречений на страту дійсно невинний.

## У ролях
| Актор                | Роль             |
| -------------------- | ---------------- |
| Арманд Ассанте       | Сем Паттерсон    |
| Джеррі Спрінгер      | Марті Рокман     |
| Рой Шайдер           | Бик Тайлер       |
| Раффаелло Дегруттола | Рікі Карр        |
| Майкл Дюбі           | радник Тайлера   |
| Гідеон Емері         | Ларрі Граймс     |
| Едріан Голлі         | Добей            |
| Бретт Голдин         | Майкл Краус      |
| Гері Грін            | фотограф         |
| Тесса Джуббер        | студент          |
| Ленглі Кірквуд       | Вінс Тернер      |
| Сара Мартінес        | дочка            |
| Джастін Мітчелл      | Джессіка Ландерс |
| Брендан Полекатт     | Боб Вайт         |
| Доретта Потгітер     | Карлін Освей     |
| Шері Шифтер          | співрозмовник    |
| Ніколь Шервін        | Діді Рей         |
| Пол Вілсон           | Чет Салвей       |